# Willow Grove (Texas)
Willow Grove es un lugar designado por el censo ubicado en el condado de McLennan en el estado estadounidense de Texas. En el Censo de 2020 tenía una población de 2082 habitantes y una densidad poblacional de 155,72 habitantes por km². Fue incluido como CDP en el censo de 2020.

## Geografía
Willow Grove se encuentra ubicado en las coordenadas 31°33′33″N 97°17′46″O / 31.55917, -97.29611. Según la Oficina del Censo de los Estados Unidos,  tiene una superficie total de 13,37 km²,todos correspondientes a tierra firme.